# Klokkarvik
Klokkarvik este o localitate din comuna Sund, provincia Hordaland, Norvegia, cu o suprafață de 0,62 km² și o populație de 677 locuitori (2013).